# Neuhessischer Regiolekt

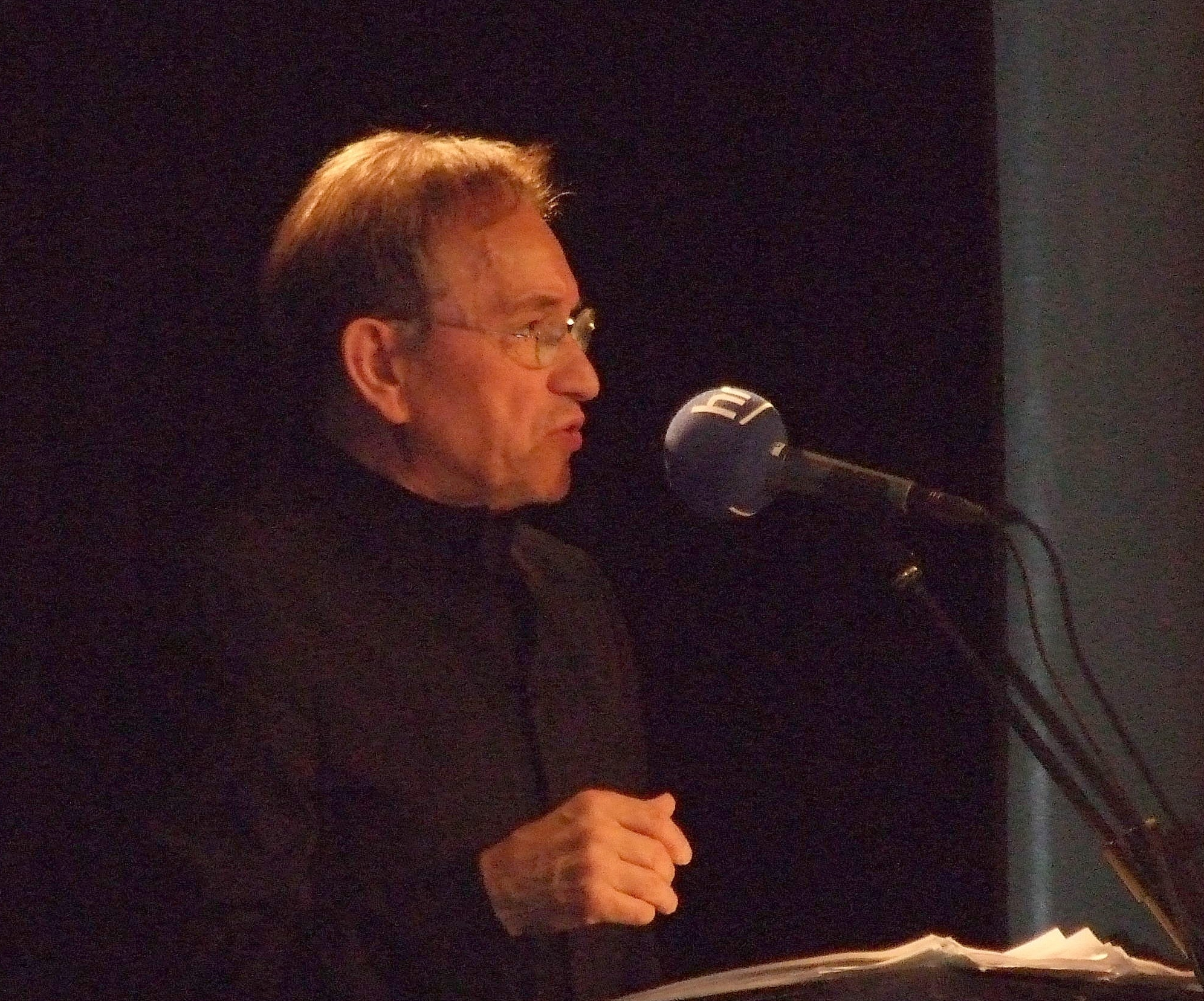
Walter Renneisen bei einer Neuhessisch-Veranstaltung (2007)

Neuhessisch (spöttisch „RMV-Hessisch“ genannt) ist ein deutscher Regiolekt auf südhessischem einschließlich frankfurterischem Substrat, der in Mittel- und Südhessen gesprochen wird. Umgangssprachlich wird er oft als „Hessisch“ bezeichnet, obwohl er der deutschen Standardsprache deutlich näher steht als den traditionellen hessischen Dialekten. Er ist im ganzen Rhein-Main-Gebiet im Frankfurter, Mainzer, Wiesbadener, Offenbacher,  Hanauer, Aschaffenburger und Darmstädter Raum verbreitet.

## Sprachwissenschaftliche Einordnung
Die regionalsprachliche Entwicklung, die im Laufe des 20. Jahrhunderts eingetreten ist, hat im Rhein-Main-Gebiet zu einer „Rhein-Mainisierung“ des südlichen Zentralhessisch geführt. Die alten sprachlichen Strukturgrenzen wurden aufgebrochen und haben zu einer Neugliederung des Sprachraums geführt. In sprachwissenschaftlicher Sicht spricht man deshalb statt von „Neuhessisch“ vom Rhein-Main-Regiolekt.
Die mundartlichen Elemente dieser Ausgleichssprache sind oft dem hochsprachlichen Wortschatz entnommen und in die Lautform der Frankfurter Mundart umgeändert, so etwa bei Kurt Sigel. Heute haben über 50 Prozent der Frankfurter Bürger einen Migrationshintergrund. Die Mundart ist im Alltag aufgegangen im neuhessischen Regiolekt.

## Neuhessisch in Medien und Kultur
Überregionale Bekanntheit hat das Neuhessische, spöttisch auch Fernsehhessisch oder Äbbelwoihessisch genannt, durch Hörfunk und Fernsehen erlangt, besonders durch den in Frankfurt am Main ansässigen Hessischen Rundfunk. In den 1960er und 1970er Jahren prägten volkstümliche, überregional erfolgreiche Fernsehsendungen wie Heinz Schenks Zum Blauen Bock oder Die Hesselbachs mit Wolf Schmidt und Liesel Christ den Eindruck von hessischer Mundart. Was außerhalb Hessens heute oftmals als „typische hessische Mundart“ angesehen wird, ist tatsächlich der neuhessische Regiolekt.
Sogar in der 1976 entstandenen mehrteiligen Fernsehproduktion des Hessischen Rundfunks Der Winter, der ein Sommer war, die unter anderem in Kassel und Treysa spielt, bedienen sich in Regiolektpassagen die Darsteller überwiegend des ortsfremden südhessischen Regiolekts.
Das Neuhessische wird auch von modernen südhessischen Autoren wie Kurt Sigel, Ernst Schildger oder Fritz Ullrich (Frankfurter Rundschau) und Schriftstellern wie Rudolf Krämer-Badoni (Deutschland – Deine Hessen) und Herbert Heckmann verwendet. Der aus Darmstadt stammende Schauspieler Günter Strack war immer wieder in südhessischen Regiolektrollen zu sehen, zum Beispiel in der Filmreihe Hessische Geschichten, in der Strack verschiedene volkstümliche Charaktere verkörperte, oder die Serien Diese Drombuschs, Mit Leib und Seele. Ein weiterer bekannter hessischer Schauspieler ist Walter Renneisen.
Literarisch bedeutsam für das moderne hessische Volkstheater war der Bühnenautor, Regisseur und Schauspieler Wolfgang Deichsel mit seinen Molière-Bearbeitungen im Frankfurter Regiolekt. Sie wurden seit den 1960er Jahren im Theater am Turm und im Schauspiel Frankfurt gespielt, heute vor allem beim sommerlichen Theaterfestival Barock am Main, bei dem unter der Leitung von Michael Quast unter anderem Stücke von Molière in der Bearbeitung von Wolfgang Deichsel aufgeführt werden. Die mundartlich beeinflusste Tradition wurde auch von 1971 bis 2013 im Volkstheater Frankfurt unter der Leitung von Liesel Christ und Wolfgang Kaus gepflegt.
In Kabarett und Comedy wird der neuhessische Regiolekt heute durch Bodo Bach, Michael Quast, Matthias Beltz, Martin Schneider, die Duos Badesalz und Mundstuhl, aber auch Urban Priol aus dem an der Grenze zu Südhessen liegenden, zum bayerischen Regierungsbezirk Unterfranken gehörenden Aschaffenburg sowie Rainer Bange aus Hanau vertreten. In der Musik wird der neuhessische Regiolekt vertreten durch Gruppen wie Saure Gummern (Ried-Blues), die Rockbands Flatsch! und Rodgau Monotones und die Rap-Gruppe Rödelheim Hartreim Projekt.